# Arusiano Messio
Arusiano Messio (in latino Arusianus Messius; fl. 395) è stato un grammatico romano di età imperiale.

## Biografia
Era probabilmente di origini aristocratiche, come proverebbe il fatto che dedicò la sua opera ai consoli dell'anno 395, Olibrio e Probino.

## Exempla elocutionum
Arusiano compose un'opera intitolata Exempla elocutionum ("Esempi di stile"), che consiste in una raccolta in ordine alfabetico di citazioni da opere di Virgilio, Terenzio, Cicerone, Sallustioː i quattro autori citati costituiscono la cosiddetta quadriga Messii (it.: "quadriga di Messio") e le loro opere furono utilizzate come testi scolastici dalla tarda antichità fino al rinascimento.
L'antologia doveva servire per gli studi di retorica, e fu utilizzata in seguito da Cassiodoro; tra l'altro, gli Exempla sono importanti anche perché contengono brani dalle Storie di Sallustio che non sono pervenuti altrimenti.
Prisciano nella seconda parte del XVIII libro della sua Ars Grammatica si servì di un repertorio di costruzioni sintattiche latine "analogo (e geneticamente connesso) a quello di Arusiano Messio e fondato sui medesimi quattro autori".